# 주르차니 페렌츠

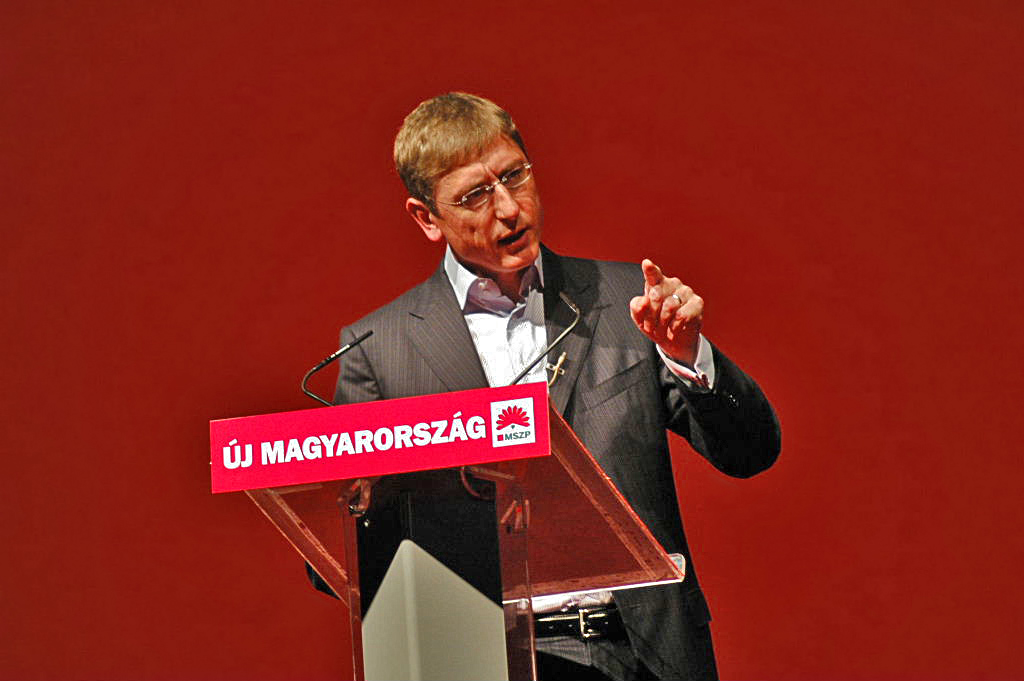
주르차니 페렌츠(2006년)

주르차니 페렌츠(헝가리어: Gyurcsány Ferenc, 1961년 6월 4일~)는 헝가리 출신 사업가이자 정치가이다. 그는 2004년부터 2009년까지 헝가리의 총리였다. 이에 앞서 그는 2003년부터 2004년까지 청소년체육부 장관을 지냈다.
그는 2004년 8월 25일 헝가리 사회당의 연정 파트너인 자유민주동맹(SZDSZ)과의 갈등으로 메드제시 페테르가 사임한 후 헝가리 사회당 수상에 지명되었다. 주르차니 페렌츠는 2004년 9월 29일 의회 투표에서 총리로 선출되었다. 그는 2006년 총선에서 연립정부를 승리로 이끌며 국무총리의 재선에 성공하였다.
2007년 2월 24일, 그는 투표의 89%를 득표하며 헝가리 사회당의 대표로 선출되었다. 2009년 3월 21일 주르차니 페렌츠는 총리직에서 사임할 의사를 밝혔다.  2009년 3월 페렌츠는 총리직에서 사퇴하였고, 이후 버이너이 고르돈이 총리로 지명되었다.
2011년 10월, 주르차니 페렌츠는 헝가리 사회당을 탈당하고 민주연합을 창당하였다.

## 생애

### 유년기에서 청년기까지
주르차니 페렌츠는 헝가리 인민공화국의 파퍼에서 Sr.주르차니 페렌츠와 커탈린 버르거의 외동 아들로 태어났다. 주르차니의 가정은 빈곤한 중산층 가정이었으며, 또한 그의 아버지는 경미한 범죄 혐의 (절도죄와 사기죄)로 여러 번 유죄 판결을 받은적이 있었다. 주르차니의 아버지는 알코올 중독자였기 때문에 어린 시절을 가난한 환경에서 보냈다.
주르차니 페렌츠는 2년 동안 부다페스트의 Apáczai Csere János 고등학교에 다녔다. 그 후에는 파퍼로 돌아와 그곳에서 문법을 공부했다.
1979년 페츠 대학 (University of Pécs)에 입학하여 경제학을 배웠다. 또 1990년, 그는 논문을 인정받아 박사 학위를 받았다.
주르차니는 1981년 헝가리 사회노동당의 휘하 조직인 젊은 공산주의자 동맹에서 활동하였고, 파퍼 지역 부위원장을 맡았다. 1989년, 그는 젊은 공산주의자 동맹의 중앙당 위원장을 맡았다.
1989년 헝가리 인민공화국이 무너지자, 그는 공공기관에서 민간 기업으로 직책을 이동하였다. 주르차니 페렌츠는 CREDITUM Financial Consultant Ltd. 라는 회사에서 1989년에서 1992년까지 근무하였으며, 1992년부터 2002년까지 Altus Ltd.회사의 회장직을 맡았다. 이 과정에서 주르차니 페렌츠는 헝가리 50대 부호 명단에 들어가기도 하였다.

### 정계 입문에서 총리 취임까지
주르차니는 2002년에 당시 헝가리 총리인 메드제시 페테르의 수석 전략 고문으로 정계복귀하였다. 2003년 5월부터 2004년 9월까지 주르차니는 청소년체육부 장관으로 근무하였다.
2004년 여름, 메드제시 페테르가 연립 정부를 구성하던 자유민주동맹과 갈등을 겪고 사퇴를 하는 파동이 일어났다. 당시 헝가리 사회당의 당수였던 주르차니 페렌츠가 유력 총리 후보로 꼽혔고, 2004년 가을 주르차니 페렌츠는 헝가리 사회당의 열렬한 지지 속에 헝가리 제 3공화국의 6대 총리로 취임하였다.

### 총리 취임부터 총리 사퇴까지
주르차니 페렌츠 총리는 취임 초반에는 개혁적으로 유능한 총리라는 평가를 받았다. 그는 2006년 총선이 끝난 후 총리로 재선출되었으며, 연립 여당이었던 자유민주동맹까지 합쳐 386석중 210석을 얻어 손쉽게 승리하였다. 주르차니 페렌츠는 헝가리 총리에 재선되었으며, 또한 그는 헝가리 총리로써는 처음으로 재선에 성공하게 된다.
2007년 2월 24일, 그는 또한 89%의 득표율을 얻으면서 다시 헝가리 사회당의 당수로 선출되었다.
그러나 선거 승리 직후 심각한 재정 문제가 발생했다. 헝가리 정부는 유럽연합으로부터 경제위기를 해결하기 위해 긴축 정책을 사용하라는 명령을 받았는데, 이것의 부작용으로 인해 정부 부채가 GDP의 10%까지 치솟는 일이 일어난것이다. 이 사태로 인해 주르차니 페렌츠와 헝가리 사회당은 제 1야당이었던 자유주의 정당 피데스에게서 집중적 공격을 받았다. 오르반 빅토르등 야당 정치인들은 '페렌츠 총리가 사회적 지출을 줄이지 않아 부채가 발생했다'라고 비판했다.
주르차니 페렌츠는 헝가리 인민공화국 붕괴 이후 국민 건강보험제도를 효율적으로 재구축하려고 시도했던 최초의 총리였다. 그러나 대다수의 헝가리 사회당 당원들은 이 시도가 공산주의 정권 시절 구축된 안정적 사회보장제도의 위험이라고 생각해 반대하였고, 결국 주르차니의 이런 노력들은 실패로 돌아갔다.
2006년 가을, 헝가리 라디오(Magyar Rádió)는 주르차니 페렌츠와 기타 각료들이 모인 헝가리 사회당 각료 회의에서 녹음된 녹취록파일이 입수하였는데, 그 내용은 매우 충격적이었다.
| Európában ilyen böszmeséget még ország nem csinált, mint amit mi csináltunk. Nyilvánvalóan végighazudtuk az utolsó másfél, két évet. És közben egyébként nem csináltunk semmit négy évig. Semmit. Majdnem beledöglöttem, hogy másfél évig úgy kellett tenni, mintha kormányoztunk volna. Ehelyett hazudtunk reggel, éjjel meg este. 어떤 유럽 국가도 우리만큼 뼈아픈 일을 당하진 않았다. 사실, 우리는 지난 2년동안 거짓말만하였다. 그리고 한편, 그런데 우리는 지난 4년동안 아무것도 한 것이 없다. 아무것도. 나는 우리가 헝가리를 통치하고 있는 척 해야했기 때문에 매우 괴로웠다. 우리는 아침저녁으로 거짓말밖에 안했다. |

이를 Őszöd speech(한국어로 '가을 연설'이라는 뜻)라고 한다. 심지어 녹취록에는 헝가리에 대해 '우리가 이 빌어먹을 나라를 고쳐먹어야한다. 아니면 누가 할건가?'(Az a személyes sztorim, hogy változtassuk meg ezt a kurva országot; mert ki fogja megváltoztatni?)는 욕설도 담겨있어 논란이 되었다. 결국 9월 말 경 헝가리 전국에서 산발적 시위가 일어났다. 시위대는 헝가리 사회당 당사와 부다페스트 국회의사당에서 가두 시위를 벌였으며, 돌과 화염병을 던지고 헝가리 사회당의 지방선거 선거 벽보를 찢는 등의 과격한 시위를 이어나갔다. 이에 대항해 경찰은 최루탄을 던지는 폭력적 진압을 하였고, 이는 국제적으로 논란이 되었다. 그럼에도 주르차니 페렌츠 총리는 사퇴의사를 보이지 않았다. 결국 얼마 뒤 열린 지방선거에서 피데스는 468명의 지역 의원을 확보했으나, 사회당은 257석밖에 확보하지 못하는 참패를 당하였다.
2009년 3월, 주르차니 총리는 사퇴할 의사를 밝혔다.주르차니 페렌츠는 새 헝가리 총리 및 사회당 당수를 찾는다고 밝혔고, 26일 버이너이 고르돈이 새 총리로 지명되었다. 이어서 그는 총리직을 사퇴하였다.